# Associazione Calcio Treviso 1952-1953
Questa voce raccoglie le informazioni riguardanti l''Associazione Calcio Treviso nelle competizioni ufficiali della stagione 1952-1953.

## Stagione
L'A.C. Treviso nella stagione 1952-1953 ha partecipa alle seguenti competizioni ufficiali: Serie B dove è giunta al 9º posto con 35 punti. Il campionato è stato vinto dal Genoa con 44 punti, promosso in Serie A insieme al Legnano con 41 punti.
Nella Coppa Veneto del 1953 conquista il trofeo.

## Maglia
| Casa |

## Rosa
| N. |                   | Ruolo | Calciatore       |
| -- | ----------------- | ----- | ---------------- |
|    | Italia (bandiera) | P     | Luigi Geatti     |
|    | Italia (bandiera) | P     | Emilio Pozzan    |
|    | Italia (bandiera) | D     | Lorenzo Chiodi   |
|    | Italia (bandiera) | D     | Erminio Marussi  |
|    | Italia (bandiera) | D     | Antonio Mion     |
|    | Italia (bandiera) | D     | Sergio Realini   |
|    | Italia (bandiera) | D     | Giancarlo Zorzi  |
|    | Italia (bandiera) | C     | Luciano Padoan   |
|    | Italia (bandiera) | C     | Mario Pantaleoni |

| N. |                    | Ruolo | Calciatore          |
| -- | ------------------ | ----- | ------------------- |
|    | Croazia (bandiera) | C     | Ottorino Paulinich  |
|    | Italia (bandiera)  | C     | Dino Pavanello      |
|    | Italia (bandiera)  | C     | Bruno Ruzza         |
|    | Italia (bandiera)  | A     | Otello Badiali      |
|    | Italia (bandiera)  | A     | Giuseppe Dozzo      |
|    | Italia (bandiera)  | A     | Emiliano Farina     |
|    | Italia (bandiera)  | A     | Mario Giacconi      |
|    | Italia (bandiera)  | A     | Luciano Loschi      |
|    | Italia (bandiera)  | A     | Gustavo Scagliarini |

## Risultati

### Campionato

#### Girone di andata
| 14 settembre 1952 1ª giornata | Treviso | 1 – 0 | Catania |  |

| 21 settembre 1952 2ª giornata | Modena | 0 – 0 | Treviso |  |

| 7 dicembre 1997 3ª giornata | Legnano | 2 – 1 | Treviso |  |

| 5 ottobre 1952 4ª giornata | Treviso | 0 – 3 | Cagliari |  |

| 7 gennaio 1968 5ª giornata | Treviso | 3 – 1 | Padova |  |

| 19 ottobre 1952 6ª giornata | Messina | 1 – 2 | Treviso |  |

| 14 settembre 1947 7ª giornata | Siracusa | 2 – 0 | Treviso |  |

| 21 ottobre 1962 8ª giornata | Treviso | 1 – 1 | Fanfulla |  |

| 16 novembre 1952 9ª giornata | Monza | 0 – 0 | Treviso |  |

| 23 novembre 1952 10ª giornata | Treviso | 2 – 2 | Piombino |  |

| 30 novembre 1952 11ª giornata | Marzotto Valdagno | 2 – 0 | Treviso |  |

| 7 dicembre 1952 12ª giornata | Treviso | 1 – 1 | Lucchese |  |

| 14 dicembre 1952 13ª giornata | Treviso | 2 – 1 | Genoa |  |

| 21 dicembre 1952 14ª giornata | Verona | 1 – 2 | Treviso |  |

| 7 gennaio 1996 15ª giornata | Vicenza | 1 – 0 | Treviso |  |

| 11 gennaio 1953 16ª giornata | Treviso | 2 – 2 | Brescia |  |

| 18 gennaio 1953 17ª giornata | Salernitana | 1 – 0 | Treviso |  |

#### Girone di ritorno
| 25 gennaio 1953 18ª giornata | Catania | 1 – 0 | Treviso |  |

| 1º febbraio 1953 19ª giornata | Treviso | 2 – 1 | Modena |  |

| 8 febbraio 1953 20ª giornata | Treviso | 0 – 0 | Legnano |  |

| 15 febbraio 1953 21ª giornata | Cagliari | 1 – 1 | Treviso |  |

| 22 febbraio 1953 22ª giornata | Padova | 0 – 0 | Treviso |  |

| 1º marzo 1953 23ª giornata | Treviso | 1 – 0 | Messina |  |

| 8 marzo 1953 24ª giornata | Treviso | 0 – 0 | Siracusa |  |

| 15 marzo 1953 25ª giornata | Fanfulla | 1 – 2 | Treviso |  |

| 22 marzo 1953 26ª giornata | Treviso | 0 – 1 | Monza |  |

| 29 marzo 1953 27ª giornata | Piombino | 0 – 1 | Treviso |  |

| 5 aprile 1953 28ª giornata | Treviso | 2 – 1 | Marzotto Valdagno |  |

| 12 aprile 1953 29ª giornata | Lucchese | 0 – 2 | Treviso |  |

| 19 aprile 1953 30ª giornata | Genoa | 0 – 0 | Treviso |  |

| 3 maggio 1953 31ª giornata | Treviso | 0 – 1 | Verona |  |

| 10 maggio 1953 32ª giornata | Treviso | 1 – 2 | Vicenza |  |

| 24 maggio 1953 33ª giornata | Brescia | 3 – 2 | Treviso |  |

| 31 maggio 1953 34ª giornata | Treviso | 2 – 1 | Salernitana |  |

## Statistiche

### Statistiche di squadra
| Competizione | Punti | In casa | In casa | In casa | In casa | In casa | In casa | In trasferta | In trasferta | In trasferta | In trasferta | In trasferta | In trasferta | Totale | Totale | Totale | Totale | Totale | Totale | DR |
| Competizione | Punti | G       | V       | N       | P       | Gf      | Gs      | G            | V            | N            | P            | Gf           | Gs           | G      | V      | N      | P      | Gf     | Gs     | DR |
| ------------ | ----- | ------- | ------- | ------- | ------- | ------- | ------- | ------------ | ------------ | ------------ | ------------ | ------------ | ------------ | ------ | ------ | ------ | ------ | ------ | ------ | -- |
| Serie B      | 35    | 17      | 7       | 6       | 4       | 20      | 18      | 17           | 5            | 5            | 7            | 13           | 16           | 34     | 12     | 11     | 11     | 33     | 34     | -1 |

### Statistiche dei giocatori
| Giocatore      | Serie B  | Serie B |
| Giocatore      | Presenze | Reti    |
| -------------- | -------- | ------- |
| O. Badiali     | 29       | 4       |
| L. Chiodi      | 28       | 0       |
| G. Dozzo       | 4        | 0       |
| E. Farina      | 16       | 1       |
| L. Geatti      | 21       | -15     |
| M. Giacconi    | 10       | 2       |
| E. Marussi     | 34       | 0       |
| A. Mion        | 23       | 0       |
| L. Loschi      | 17       | 6       |
| L. Padoan      | 16       | 3       |
| M. Pantaleoni  | 25       | 1       |
| O. Paulinich   | 23       | 4       |
| D. Pavanello   | 31       | 1       |
| E. Pozzan      | 13       | -19     |
| S. Realini     | 26       | 0       |
| B. Ruzza       | 30       | 2       |
| G. Scagliarini | 27       | 8       |
| G. Zorzi       | 1        | 0       |